# ヨハン・アルブレヒト2世 (メクレンブルク公)
ヨハン・アルブレヒト2世（Johann Albrecht II., 1590年5月5日 - 1636年4月23日）は、メクレンブルク＝ギュストロー公（在位：1610年 - 1628年、1631年 - 1636年）。

## 生涯
ヨハン・アルブレヒトは、メクレンブルク＝シュヴェリーン公ヨハン7世とゾフィー・フォン・ホルシュタイン＝ゴットルプの息子である。「Der Vollkommene」という名で、実りを結ぶ会の会員として認められた。
1608年4月16日から、カール1世の後見の下で兄のアドルフ・フリードリヒ1世とシュヴェリーンを共同統治し、1611年7月9日に後見人よりギュストローの支配を引き継いだ。第2次メクレンブルク分割では、ヨハン・アルブレヒトは単独でメクレンブルク＝ギュストローを与えられた。1614年にカルヴァン派に改宗し、2回目の結婚の際に公表された。
ヨハン・アルブレヒトと兄アドルフ・フリードリヒは1623年にニーダーザクセンの防衛同盟に参加し、戦いにおいては中立を保とうと努めたが、密かにデンマーク王クリスチャン4世のデンマーク軍を支援したため、ルッターの戦いにおける敗戦後ティリー指揮下の帝国軍から敵とみなされた。
1628年1月19日、皇帝フェルディナント2世はボヘミアのブランディス城から文書を発し、ヨハン・アルブレヒトらを公位から退位させ、最初は担保としてヴァレンシュタインをメクレンブルク公とし、1629年6月16日には公位を世襲とした。1628年5月にヴァレンシュタインに促されてヨハン・アルブレヒトらは領地を離れたが、1631年5月にヴァレンシュタインが打倒された後、スウェーデン軍の援助を得て帰国した。ヨハン・アルブレヒトは46歳になる直前に亡くなり、ギュストロー大聖堂に埋葬された。

## 結婚と子女
ヨハン・アルブレヒト2世は3度結婚した。
1608年10月9日、メクレンブルク公クリストフとスウェーデン王女エリサベト・ヴァーサの娘マルガレーテ・エリーザベト（1584年 - 1616年）と結婚した。2人の間には以下の子女が生まれた。
- ヨハン・クリストフ（1611年 - 1612年）
- ゾフィー・エリーザベト（1613年 - 1676年） - ブラウンシュヴァイク＝ヴォルフェンビュッテル公アウグスト2世と結婚
- クリスティーネ・マルガレーテ（1615年 - 1666年） - 1640年2月11日にフランツ・アルブレヒト・フォン・ザクセン＝ラウエンブルク（ザクセン＝ラウエンブルク公フランツ2世の息子）と結婚、1650年7月6日にメクレンブルク＝シュヴェリーン公クリスティアン・ルートヴィヒ1世と結婚（1663年に離婚）
- カール・ハインリヒ（1616年 - 1618年）

1618年3月26日、ヘッセン＝カッセル方伯モーリッツの娘エリーザベト・フォン・ヘッセン＝カッセル（1596年 - 1625年）と結婚した。この結婚では子供は生まれなかった。
1626年5月7日、アンハルト＝ベルンブルク侯クリスティアン1世の娘エレオノーレ・マリー・フォン・アンハルト＝ベルンブルク（1600年 - 1657年）と結婚した。2人の間には以下の子女が生まれた。
- アンナ・ゾフィー（1628年9月29日 - 1666年2月10日） - レグニツァ公ルドヴィク4世と結婚
- ヨハン・クリスティアン（1629年 - 1631年）
- エレオノーレ（1630年 - 1631年）
- グスタフ・アドルフ（1633年 - 1695年） - メクレンブルク＝ギュストロー公
- ルイーゼ（1635年5月20日 - 1648年1月6日）